# Giuseppe Mastinu
Giuseppe Mastinu (Sassari, 9 ottobre 1991) è un calciatore italiano, centrocampista o ala della Torres.

## Caratteristiche tecniche
Gioca prevalentemente come ala offensiva sulla destra, dove si dimostra abile nel convergere per andare alla conclusione. Il suo piede preferito è il sinistro, possiede una buona velocità e tecnica di base, può agire come trequartista, oppure grazie alla sua duttilità tattica, può arretrare il suo raggio d'azione giocando occasionalmente come centrocampista centrale.

## Carriera

### Club

#### Arzachena, Budoni e Olbia
Cresciuto calcisticamente nelle giovanili dell'Arzachena dove ha debuttato all'età di 16 anni e mezzo, militando in Serie D per cinque stagioni tra il 2008 e il 2013, raccogliendo con gli smeraldini 96 presenze segnando 13 reti. Nella stagione 2013-2014, dopo non avere superato un provino con la Torres, passa alla Polisportiva Budoni Calcio società dilettanstica sarda. Nel luglio 2014 passa all'Olbia, dove in due stagioni colleziona 56 presenze segnando 25 reti (play-off compresi).

#### Spezia
Il 2 luglio 2016 fa il doppio salto di categoria trasferendosi allo Spezia società di Serie B Esordisce in serie cadetta il 20 settembre seguente nella partita in trasferta pareggiata 0-0 a Trapani. La prima marcatura con la maglia degli aquilotti avviene il 21 ottobre 2017 nella partita interna vinta 4-2 contro il Perugia. Nel gennaio 2018 rinnova il suo contratto con scadenza nel giugno 2020. Dopo una stagione 2018-2019 in cui ha giocato solo una partita a causa di un infortunio, l'anno successivo è vittima di nuovi problemi fisici. Ciononostante il 10 luglio del 2020 realizza una doppietta, la sua prima con la maglia degli aquilotti ed anche da professionista, nella vittoria interna per 5-1 contro il Cosenza, e conclude la stagione raggiungendo la promozione in Serie A. Il 5 dicembre esordisce in Serie A nella gara persa dallo Spezia contro la Lazio per 1-2, subentrando al novantesimo a M'Bala Nzola.

#### Pisa
Il 29 gennaio 2021 viene ceduto a titolo definitivo al Pisa.

### Torres
Il 28 agosto 2023 raggiunge l'accordo con la Torres, con cui sottoscrive un contratto sino al 30 giugno 2027. Il 10 dicembre 2023 trova la sua prima rete con la maglia dei Sardi, che vale il definitivo 3-2 nella gara contro l'Arezzo.

## Statistiche

### Presenze e reti nei club
Statistiche aggiornate al 14 maggio 2025.
| Stagione         | Squadra          | Campionato       | Campionato | Campionato | Coppe nazionali | Coppe nazionali | Coppe nazionali | Coppe continentali | Coppe continentali | Coppe continentali | Altre coppe | Altre coppe | Altre coppe | Totale | Totale |
| Stagione         | Squadra          | Comp             | Pres       | Reti       | Comp            | Pres            | Reti            | Comp               | Pres               | Reti               | Comp        | Pres        | Reti        | Pres   | Reti   |
| ---------------- | ---------------- | ---------------- | ---------- | ---------- | --------------- | --------------- | --------------- | ------------------ | ------------------ | ------------------ | ----------- | ----------- | ----------- | ------ | ------ |
| 2008-2009        | Arzachena        | D                | 8          | 0          | CI-D            | 0               | 0               | -                  | -                  | -                  | -           | -           | -           | 8      | 0      |
| 2009-2010        | Arzachena        | D                | 21         | 1          | CI-D            | 0               | 0               | -                  | -                  | -                  | -           | -           | -           | 21     | 1      |
| 2010-2011        | Arzachena        | D                | 22         | 4          | CI-D            | 0               | 0               | -                  | -                  | -                  | -           | -           | -           | 22     | 4      |
| 2011-2012        | Arzachena        | D                | 24         | 3          | CI-D            | 0               | 0               | -                  | -                  | -                  | -           | -           | -           | 24     | 3      |
| 2012-2013        | Arzachena        | D                | 18         | 5          | CI-D            | 0               | 0               | -                  | -                  | -                  | -           | -           | -           | 18     | 5      |
| Totale Arzachena | Totale Arzachena | Totale Arzachena | 96         | 13         |                 | 0               | 0               |                    | -                  | -                  |             | -           | -           | 96     | 13     |
| 2013-2014        | Budoni           | D                | 30         | 11         | CI-D            | 0               | 0               | -                  | -                  | -                  | -           | -           | -           | 30     | 11     |
| 2014-2015        | Olbia            | D                | 23+2       | 8+1        | CI-D            | 0               | 0               | -                  | -                  | -                  | -           | -           | -           | 25     | 9      |
| 2015-2016        | Olbia            | D                | 30+2       | 15+1       | CI-D            | 0               | 0               | -                  | -                  | -                  | -           | -           | -           | 32     | 16     |
| Totale Olbia     | Totale Olbia     | Totale Olbia     | 52+4       | 23+2       |                 | 0               | 0               |                    | -                  | -                  |             | -           | -           | 56     | 25     |
| 2016-2017        | Spezia           | B                | 22+1       | 0          | CI              | 4               | 0               | -                  | -                  | -                  | -           | -           | -           | 27     | 0      |
| 2017-2018        | Spezia           | B                | 26         | 2          | CI              | 2               | 0               | -                  | -                  | -                  | -           | -           | -           | 28     | 2      |
| 2018-2019        | Spezia           | B                | 1          | 0          | CI              | 0               | 0               | -                  | -                  | -                  | -           | -           | -           | 1      | 0      |
| 2019-2020        | Spezia           | B                | 16+1       | 5          | CI              | 0               | 0               | -                  | -                  | -                  | -           | -           | -           | 17     | 5      |
| 2020-gen. 2021   | Spezia           | A                | 3          | 0          | CI              | 0               | 0               | -                  | -                  | -                  | -           | -           | -           | 3      | 0      |
| Totale Spezia    | Totale Spezia    | Totale Spezia    | 68+2       | 7          |                 | 6               | 0               |                    | -                  | -                  |             | -           | -           | 76     | 7      |
| gen.-giu. 2021   | Pisa             | B                | 10         | 1          | CI              | -               | -               | -                  | -                  | -                  | -           | -           | -           | 10     | 1      |
| 2021-2022        | Pisa             | B                | 30+4       | 1+1        | CI              | 1               | 0               | -                  | -                  | -                  | -           | -           | -           | 4      | 1      |
| 2022-2023        | Pisa             | B                | 26         | 0          | CI              | 1               | 0               | -                  | -                  | -                  | -           | -           | -           | 27     | 0      |
| Totale Pisa      | Totale Pisa      | Totale Pisa      | 66+4       | 2+1        |                 | 2               | 0               |                    | -                  | -                  |             | -           | -           | 72     | 3      |
| 2023-2024        | Torres           | C                | 32+2       | 2          | CI-C            | 0               | 0               | -                  | -                  | -                  | -           | -           | -           | 34     | 2      |
| 2024-2025        | Torres           | C                | 32+2       | 4          | CI+CI-C         | 1+2             | 0+1             | -                  | -                  | -                  | -           | -           | -           | 37     | 4      |
| Totale Torres    | Totale Torres    | Totale Torres    | 64+4       | 6          |                 | 5               | 1               |                    | -                  | -                  |             | -           | -           | 73     | 7      |
| Totale carriera  | Totale carriera  | Totale carriera  | 355        | 62         |                 | 12              | 1               |                    | -                  | -                  |             | -           | -           | 367    | 63     |